# Triumfens ögonblick
Triumfens ögonblick (engelsk originaltitel Chariots of Fire) är en brittisk film från 1981. Triumfens ögonblick regisserades av Hugh Hudson. Filmen vann fyra Oscars (bland annat Bästa film) och var nominerad till ytterligare fyra. Den Oscarsbelönade filmmusiken skrevs av Vangelis. 
1999 placerade British Film Institute filmen på 19:e plats på sin lista över de 100 bästa brittiska filmerna genom tiderna.

## Handling
Filmen handlar om två brittiska löpare, Harold Abrahams och Eric Liddell. Filmen berättar om dessa mäns resa inför och genom de olympiska sommarspelen 1924 i Paris. 1919 kommer Harold Abrahams (Ben Cross) till universitetet i Cambridge. Han blir den första personen som klarar Trinity Great Court Run, att springa runt innergården under tiden det tar för klockan att slå klockan 12. Abrahams vinner en rad tävlingar men möter även som jude antisemitism i sin omgivning på Cambridge. Skotten Eric Liddell (Ian Charleson) är född i Kina som son till skotska missionärer. Han ser sin löpning som en hyllning till Gud innan han ska återvända till Kina efter en period i hemlandet. Abrahams och Liddell möts för första gången med Liddell som segrare. Abrahams engagerar Sam Mussabini (Ian Holm) som tränare för att hämta upp Liddells försprång. Hans arbete med Mussabini kritiseras av rektorerna vid Cambridge som ett brott mot skolans uppfattningar och mot amatörismen. 
De två idrottsmännen tas efter år av träning och tävlingar ut att representera Storbritannien vid de olympiska spelen i Paris 1924. Från Cambridge deltar även Abrahams vänner Lord Andrew Lindsay (Nigel Havers), Aubrey Montague (Nicholas Farrell) och Henry Stallard (Daniel Gerroll). När Liddell är på väg ombord på båten till Frankrike får han veta att 100-metersloppet ska gå en söndag. Han vägrar som troende att springa trots påtryckningar från prinsen av Wales och Storbritanniens olympiska kommitté. Istället ställer Liddell upp i 400 meter sedan Lindsay erbjudit att byta plats som en lösning. Abrahams misslyckas på 200 meter och hans chans till medalj är på 100 meter som han vinner. Liddell vinner 400 meter. Det segerrika brittiska löparlaget återvänder hem. Filmen avslutas där den startade, vid begravningen för Abrahams 1978 som sedan går över till scenen där löparna tillsammans springer längs med stranden.

## Om filmen
Filmen återger av olika anledningar inte OS-tävlingarna helt enligt verkligheten. Exempelvis säger filmen ingenting om att Eric Liddell också tävlade i 200 meter. Av rättighetsskäl ändrades även namnet på en av löparna sedan Nya Zeelands Arthur Porritt inte medgivit att hans namn användes. I filmen heter därför bronsmedaljören på 100 meter Tom Watson. För dramaturgin skapade man även scenen när Liddell får veta att loppet ska gå på en söndag inför avresan. I verkligheten hade datumet för loppet meddelats flera månader i förväg. Även scenen där Jackson Scholz ger Liddell ett bibelcitat inför loppet är historiskt inkorrekt. 
Filmen återger handlingen med Abrahams som student vid Gonville and Caius College med studiekamraterna och löparna Henry Stallard, Aubrey Montague och Lord Andrew Lindsay. I verkligheten studerade Montague vid Oxford. Aubrey Montague skickade dagligen brev hem från OS i Paris till sin mor som låg till grund för karaktären i filmen. Rollfiguren Lindsay baseras delvis på Lord Burghley. Burghley blev olympisk mästare på 400 meter häck vid sommarspelen 1928 i Amsterdam och tog silver vid sommarspelen i Los Angeles 1932. I verkligheten deltog aldrig Abrahams i Great Court Run.
Originaltiteln "Chariots of Fire" inspirerades av "Bring me my chariot of fire" ur en dikt av William Blake. Den ursprungliga frasen "chariot(s) of fire" ('eldvagn[ar]', se Elia) återfinns i Bibeln.

## Produktion
Producenten David Puttnam letade efter en story när han hittade Eric Liddells berättelse 1977. Manusförfattaren Colin Welland gjorde ett omfattande researcharbete, bland annat tog han fram gamla tidningar för att hitta minnen från OS i Paris 1924 och letade i filmarkiven och genomförde intervjuer med deltagare. I det ursprungliga manuset ska även en tredje löpare vara med, Douglas Lowe, men han avböjde att delta i filmen och karaktären togs bort och ersattes av den skapade karaktären Lord Andrew Lindsay.

### Filmmusik
Vangelis belönades med en Oscar för bästa filmmusik för Chariots of Fire. Musiken är starkt förknippad med Olympiska spelen, med tanke på filmens handling. Den var officiell signatur för Olympiska vinterspelen 1984 i Sarajevo. Chariots of Fire användes även under Olympiska sommarspelen 2012 i London, bland annat vid öppningsceremonin och vid medaljceremonierna.

### Inspelningsplatser
Den kända scenen där löparna tillsammans springer längs en strand filmades i West Sands, St. Andrews i Skottland. På platsen hittar man idag en minnestavla över inspelningen. Scenerna från Cambridge är inspelade vid Eton College sedan Cambridge vägrat godkänna inspelningar. Scenerna på Olympiastadion i Paris i filmen spelades in på The Oval Sports Centre i Bebington. Scenerna på den brittiska ambassaden i Paris spelades in i Liverpools stadshus. Scener spelades även in i Edinburgh.

## Rollista (urval)
- Ian Charleson - Eric Liddell
- Ben Cross - Harold Abrahams
- Nigel Havers - Lord Andrew Lindsay, delvis baserad på David Burghley
- Nicholas Farrell - Aubrey Montague
- Daniel Gerroll - Henry Stallard
- Ian Holm - Sam Mussabini
- John Gielgud - Master of Trinity

## Utmärkelser
- Oscar för bästa film - David Puttnam
- Oscar för bästa filmmusik - Vangelis
- Oscar för bästa kostym - Milena Canonero
- Oscar för bästa originalmanus  - Colin Welland